# نادي هيت
نادي هيت الرياضي هو فريق كرة قدم عراقي مقره في قضاء هيت، الأنبار، يلعب في الدوري العراقي الدرجة الثانية.

## روابط خارجية
- نادي هيت على Goalzz.com
- أندية العراق - تواريخ التأسيس